# Nafak
Nafak es una banda argentina de death metal melódico considerada pionera en el estilo y composición musical de la región.
Formada a mediados del año 2003 en la ciudad de San Pedro, provincia de Buenos Aires. Tras un período de pausa, el grupo volvió a componer música y a los escenarios con el regreso de Agustín Iglesias (guitarra y voz), Joaquín Burnes (guitarra), Augusto Curten (batería) y Facundo Juliano (bajo), lanzando su tercer material discográfico en 2019.[cita requerida]

## Historia
El grupo fue formado en el año 2003 por Agustín Iglesias (voz y guitarra), Patricio Gómez (batería), y Joaquin Burnes (guitarra), primeramente conocido como Nefilim. Al existir ya una banda con ese nombre, y queriendo darle a esta un giro más serio, decidieron cambiarlo a Nafak, momento en el cual se une Facundo Juliano (Enot) a cargo del bajo.
Tiempo después abandona la banda Joaquin e ingresa Augusto Curten, encargándose de la batería, y trasladándose Patricio al puesto de guitarras.
En el 2008 el guitarrista Patricio Gómez decide alejarse del grupo y de San Pedro, su ciudad natal, por motivos personales. Su reemplazo sería Fernando Di Tata, quién graba en IR Estudios el sucesor de "Melodías del Armagedón".
En el año 2009 ve la luz el segundo trabajo discográfico de la banda: "Guib Bo Rim".
Corre el año 2010 y queda vacante el puesto de batería. Es cuando ingresa Dino Savi a formar parte del grupo, cerrando la formación actual y definitiva.
Nafak, además de recorrer las provincias argentinas, realizó giras por Brasil, Chile y Paraguay.
Formó parte de la grilla que teloneó a Fear Factory en el ex-estadio Obras Sanitarias, actual Pepsi Music el 26/8/2006. También ha trabajado en varios tributos.
```

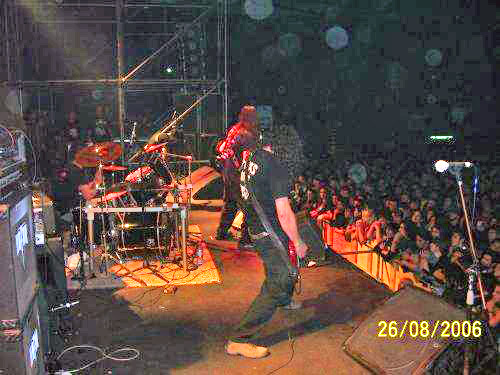
Nafak en el Estadio Obras Sanitarias

También junto a IN FLAMES el 14 de febrero en THE END, Av. Rivadavia 7428 (casi Nazca) Flores, Capital Federal. 
```

NAFAK se encuentra trabajando además en nuevos temas los cuales formaran parte del próximo trabajo de estudio.

## Influencias

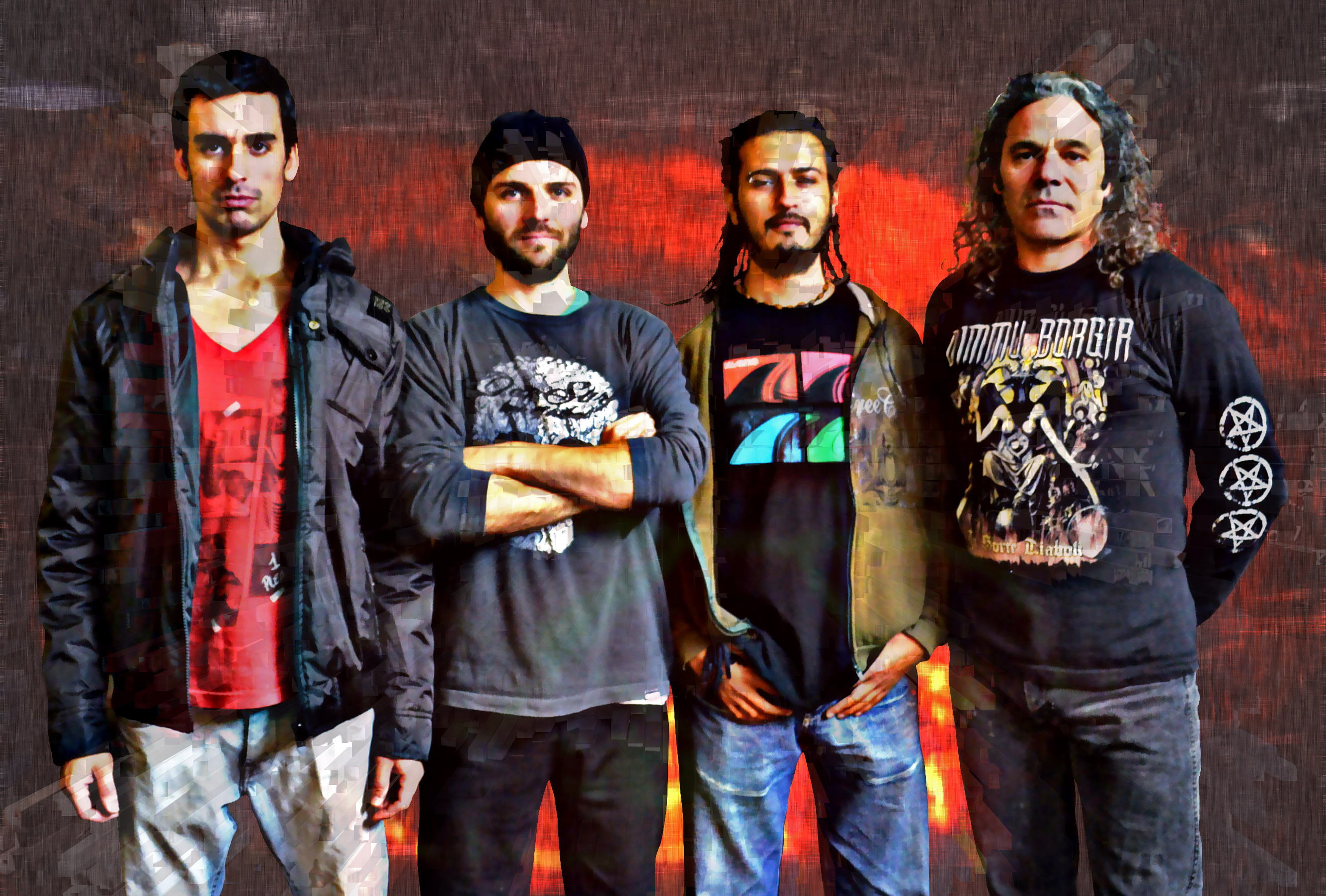
Izq. a der: Agustín Iglesias, Dino Savi, Fernando "Cuca" Di Tata, Facundo Juliano.